# Daewoo K1
Le Daewoo K1 est un fusil d'assaut compact de l'armée de Corée du Sud fabriqué par Daewoo. Sa production a commencé en 1980.

## Caractéristiques
- Calibre : 5,56 mm OTAN
- Longueur hors-tout : 838 millimètres
- Longueur avec la crosse repliée : 653 mm
- Longueur du canon : 263 millimètres
- Poids : 2,87 kilogrammes
- Capacité du magasin : 30 cartouches
- Vitesse de tir : 800 tirs par minute

## Sources
Cette notice est issue de la lecture des revues spécialisées de langue française suivantes :
- Cibles (Fr)
- AMI (B, disparue en 1988)
- Gazette des armes (Fr)
- Action Guns  (Fr)
- Raids (Fr)
- Assaut (Fr)